# Lernwerft
Die Lernwerft ist eine private Grund- und Gemeinschaftsschule im Kieler Stadtteil Friedrichsort. Schulträger ist die 2006 gegründete Lernwerft gGmbH.
Die Schule ist Mitglied im Schulverbund Blick über den Zaun, einem Zusammenschluss reformpädagogisch orientierter Schulen.

## Konzept
Die Lernwerft ist eine von 16 Schulen in Deutschland, die nach dem Konzept der Club-of-Rome-Schule betrieben werden. In der Lernwerft wird statt des klassischen Frontalunterrichts im Block unterrichtet. Der Unterricht findet jeweils in Doppelstunden statt, und die Schüler werden zum selbständigen Lernen angehalten, wobei sie in Gruppen lernen, in denen sie sich gegenseitig unterstützen. Die Schüler bleiben von der ersten bis zur neunten Klasse zusammen, es gibt keine Selektion nach Schularten. Am Ende der neunten bzw. zehnten Klasse wird anhand des erreichten Notendurchschnitts entschieden, welche Schüler ein zehntes Schuljahr absolvieren bzw. die Gymnasiale Oberstufe besuchen können. Sitzenbleiben ist im Schulkonzept nicht vorgesehen.
2013 haben die ersten Schüler der Lernwerft ihr Abitur abgelegt.

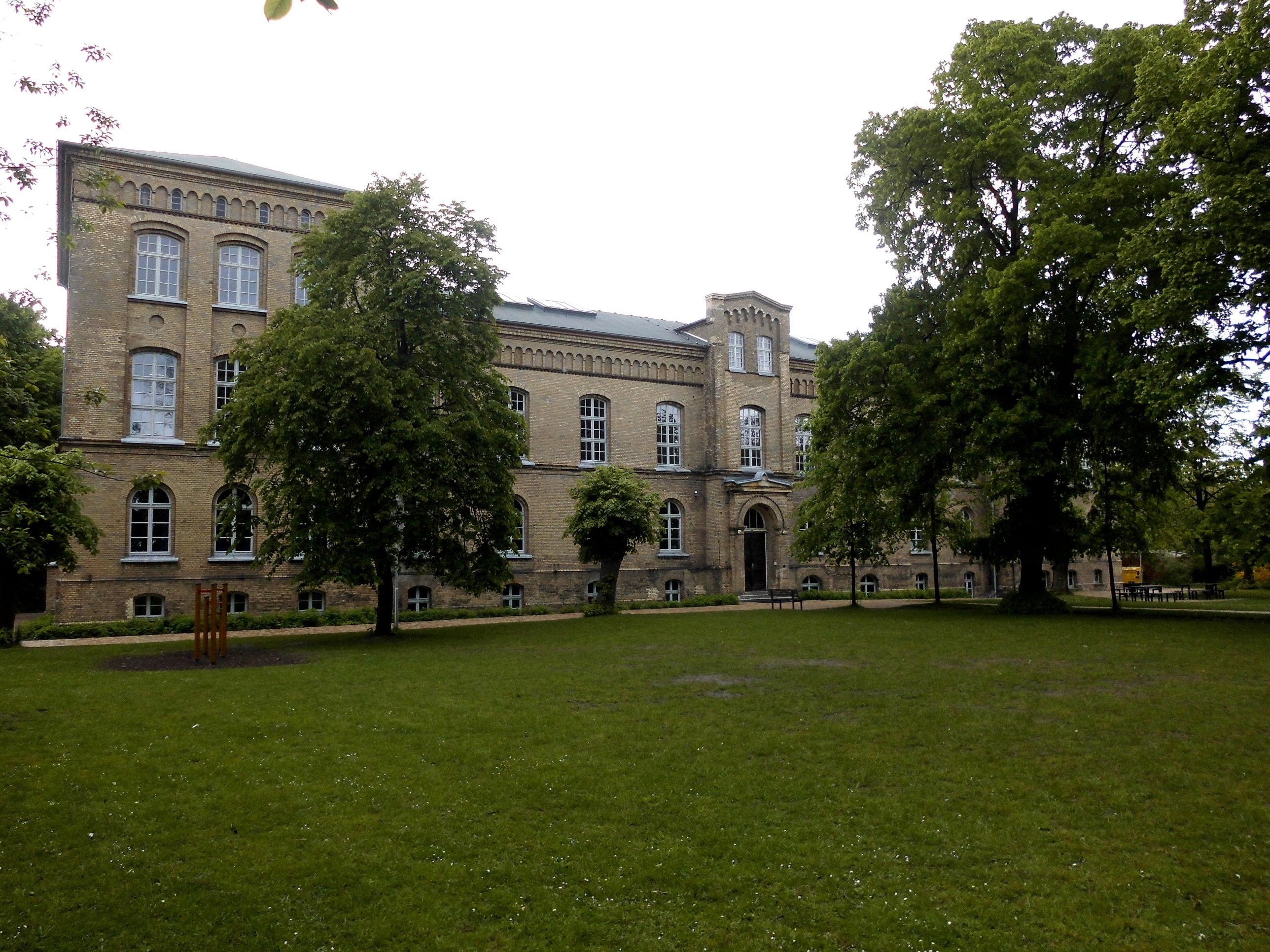
Schulgebäude

## Gebäude
Die Klassenstufen 7 bis 13 der  Lernwerft befindet sich in einem denkmalgeschützten, 1877 erbauten ehemaligen Garnisonslazarett, in dem vormals die Heinrich-von-Stephan-Grundschule untergebracht war. Das Gebäude wurde von 2006 bis 2012 komplett saniert. Die Grundschule und die Klassen 5 und 6 befinden sich in den Gebäuden der ehemaligen Realschule Pries, welche fußläufig erreichbar sind. Auch dieses Gebäude ist denkmalgeschützt. Beide verfügen über eine eigene ebenfalls denkmalgeschützte Turnhalle.

## Kindertagesstätte
Die Lernwerft betreibt eine Kindertagesstätte, in die Kinder ab einem Jahr aufgenommen werden.

## Förderverein
2010 wurde der gemeinnützige Verein der Freunde und Förderer der Lernwerft Kiel e. V. gegründet, um die Erziehung und Bildung an der Club of Rome Schule und dem Kindergarten der Lernwerft ideell und finanziell zu fördern.